# Brotomys
Brotomys — вимерлий рід гризунів родини Ехімісові (Echimyidae). Ймовірно вимирання відбулося через завезених європейцями пацюків (Rattus).